# Guatteria schomburgkiana
Guatteria schomburgkiana este o specie de plante angiosperme din genul Guatteria, familia Annonaceae, descrisă de Carl Friedrich Philipp von Martius. Conține o singură subspecie: G. s. holosericea.